# Centro de Investigación de Flora Silvestre Lady Bird Johnson

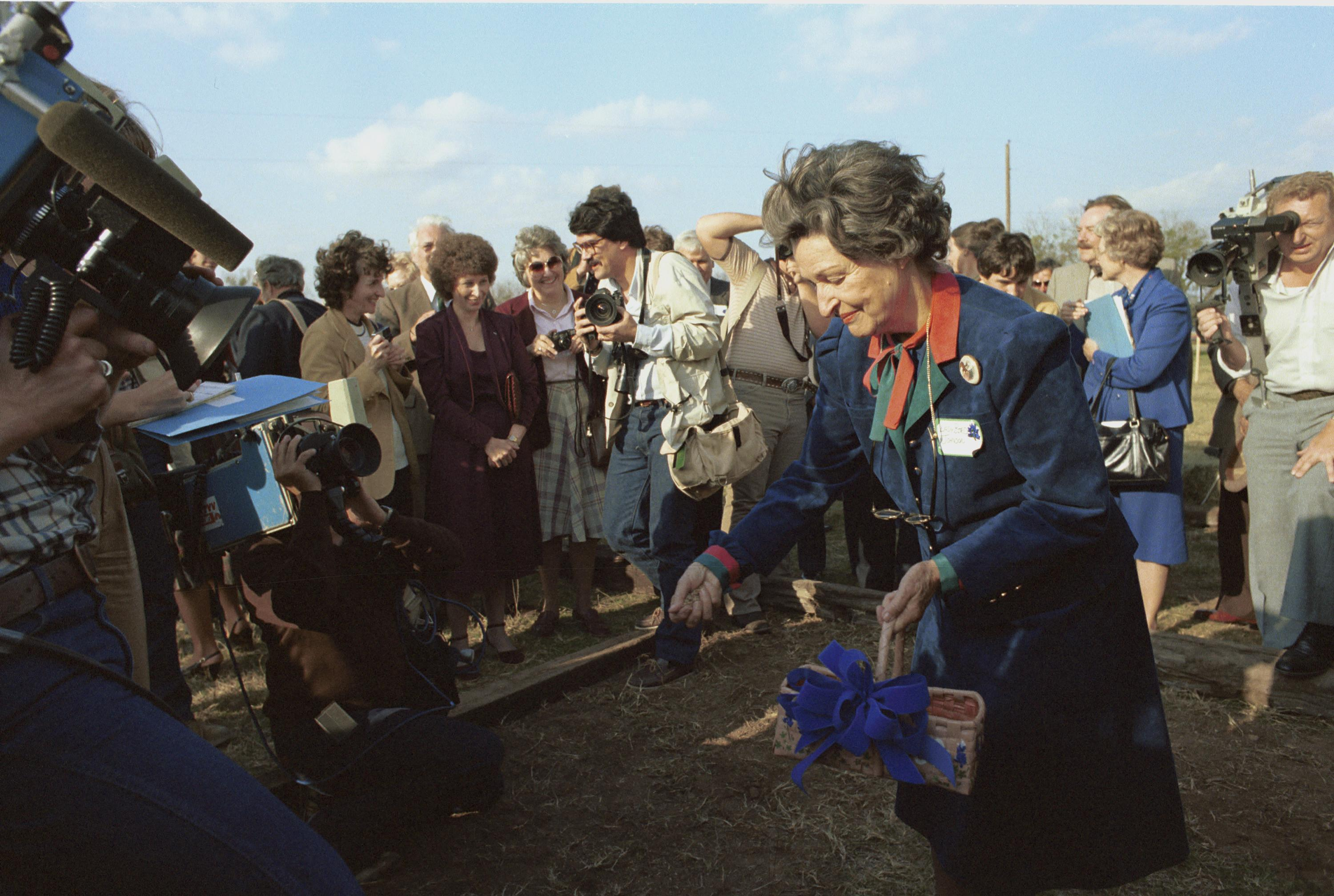
Lady Bird Johnson esparce semillas en el terreno previamente preparado del National Wildflower Research Center.

El Centro de Investigaciones de Flora Silvestre Lady Bird Johnson en inglés: Lady Bird Johnson Wildflower Research Center es un jardín botánico de 279 acres de extensión de carácter público en Austin, Texas dedicado en su totalidad a la conservación de plantas nativas de Norteamérica. Su código de identificación internacional es NWRCA.

## Localización
Los jardines del centro, abren al público todos día excepto los lunes, exhiben plantas endémicas del Texas Hill Country. El programa de conservación de las plantas del centro protege la herencia ecológica de Texas conservando su flora rara y en peligro de extinción.
"Lady Bird Wildflower Research Center", 4801 La Crosse Avenue,
Austin, Texas 78739 EE. UU.
30°11′8″N 97°52′25″O / 30.18556, -97.87361
- Teléfono: 512 292 4200

## Historia
Hace décadas, la señora Johnson reconoció que EE. UU. perdía sus paisajes naturales y su belleza natural. Tanto como que el 30 por ciento de la flora nativa del mundo está en peligro de extinción. El centro de la Flora Silvestre fue pensado para ayudar a preservar y a restaurar esa belleza y la riqueza biológica de Norteamérica. Desde entonces, el centro se ha convertido en una de las instituciones de investigación más creíbles de la nación y en uno de los defensores más eficaces para las plantas nativas.
Lady Bird Johnson y la actriz Helen Hayes fundaron esta organización en 1982 con el objetivo de proteger y preservar las Plantas Nativas de Norteamérica y a sus entornos naturales. Primero como el National Wildflower Research Center más adelante como Lady Bird Johnson Wildflower Center, la misión ha sido la del incremento del uso sostenible y la conservación de las plantas silvestres nativas, y de sus entornos. Cada día, el Centro de la Flora Silvestre pone en acción la visión de señora Johnson en sus jardines temáticos, arbolados y prados llenos de vida, así como en la investigación internacionalmente reconocida.

## Actividades
El centro del Red de Información de las Plantas Nativas (NPIN), es la base de datos más grande con la información de las plantas nativas en el país. La base de datos del NPIN proporciona información de horticultura y botánica sobre más de 7,000 especies. Tiene una interfaz simple y eficiente que permite que los usuarios encuentren las plantas por nombre, período de la floración, condiciones de distribución, de crecimiento, la forma del crecimiento o una combinación de rasgos. NPIN también proporciona una galería de imágenes, siempre en crecimiento, de más de 17.000 imágenes, de un directorio nacional de los suministradores, del directorio nacional de las organizaciones, del calendario nacional de acontecimientos, de publicaciones especializadas, y de pedir la opinión experta donde los visitantes pueden formular preguntas.
Sus programas de restauración de la tierra utiliza la ciencia para recuperar los sistemas ecológicos en los terrenos dañados, degradados, e incluso destruidos, y de este modo poder restablecer el equilibrio del paisaje. Ofrece sus servicios de consulta para los clientes corporativos y gubernamentales. 
El centro también ofrece unos extensos programas educativos tanto para los niños como para los adultos.
Entre sus colecciones especiales es digno de mención un vivero de plantones de especies de flores silvestres comercialmente viable. Mantienen unbanco de semillas de capacidad de germinación de medio término con 50 especies (1994 figuras). 

## Otros programas
- Brown Center for Environmental Education inspira a la gente para que vuelva a conectar con la naturaleza. Proporciona el entrenamiento necesario para los profesores, y una amplia variedad de conferencias, talleres y programas educativos para los niños.
- Programas de Horticultura mantiene los jardines del centro y supervisa la propagación de plantas nativas. Está previsto aumentar la diversidad de material de plantas nativas disponible para la gente que lo solicita a través de todo el país.
- Programas de voluntariado proporciona oportunidades para gente joven y madura por igual.
- Facilidades para la organización de eventos proporciona la posibilidad para el público en general de acceder al alquiler de espacio en el jardín para bodas o reuniones de empresa.
- Membresía incluye la admisión libre al "centro de la Flora Silvestre", a la comunicación previa de clases y a los eventos, tarifas especiales para muchos talleres, una suscripción al "Wildflower magazine" (la "revista de la Flora Silvestre"), y un 10 % de descuento en el almacén del centro de la Flora Silvestre y en las compras de plantas.
- Millennium Seed Bank Project El centro de la Flora Silvestre también participa en el "proyecto del banco de semillas del milenio". Este esfuerzo mundial se enfoca en salvaguardar contra la extinción a 24 000 especies de plantas en peligro alrededor del mundo. El proyecto está organizado por el departamento de conservación de semillas del Real Jardín Botánico de Kew.

El 20 de junio, del 2006, los rectores de la Universidad de Texas en Austin anunciaron un plan para incorporarar al Wildflower Center en la Universidad.